# جيروم لالاند
جوزيف جيروم لوفرانسوا دي لالاند (بالفرنسية: Joseph Jérôme Lefrançois de Lalande)‏ ـ (11 يوليو 1732 ـ 4 أبريل 1807) هو فلكي وكاتب ماسوني فرنسي. كان مديرًا لمرصد باريس بين عامي 1795 و1800.

## تكريمه
انتخب لالاند سنة 1765 عضوًا بالأكاديمية الملكية السويدية للعلوم، كما انتخب سنة 1781 عضوًا أجنبيًا شرفيًا بالأكاديمية الأمريكية للفنون والعلوم.
بعد وفاة لالاند، كان اسمه واحدًا من أسماء 72 عالمًا نُقشت على برج إيفل، كما حملت إحدى فوهات القمر الصدمية اسمه (فوهة لالاند)، وحملت إحدى المدارس الثانوية في بورغ أون بريس اسمه.

## روابط خارجية
- جيروم لالاند على موقع الموسوعة البريطانية (الإنجليزية)